# Панет, Франциск
Франциск Панет (рум. Francisc Panet; 1907, Тыргу-Муреш — 7 ноября 1941, Бухарест) — румынский инженер-химик, один из деятелей Румынской коммунистической партии и Коммунистической партии Чехословакии. Казнён во Вторую мировую прогерманским фашистским правительством.

## Биография
Родился в Тыргу-Муреше в богатой семье. Инженер-химик по образованию, окончил Немецкую техническую высшую школу в Брно. В 1920-е годы вступил в местное отделение Румынской коммунистической партии, в начале 1930-х годов познакомился в Брно с двумя коммунистическими активистами, Вальтером Романом и Габриэлем Мурешаном. Согласно их воспоминаниям, Панет вёл переписку с Альбертом Эйнштейном и даже встретился с ним в 1932 году.
После начала войны Германии и СССР Панет получил указание от руководства Румынской компартии начать саботажные действия против немецких войск. В ванной комнате своего дома он организовал лабораторию по производству взрывчатки. В октябре Франциска и его жену Лили арестовала Сигуранца, конфисковав всю взрывчатку. 5 ноября 1941 года пару перевезли в Жилавскую тюрьму, на следующий день двухчасовое судебное заседание военного трибунала Бухареста закончилось вынесением Франциску и Лили смертного приговора. Их расстреляли 7 ноября в лесу у Жилавы. Согласно словам другого заключённого, Василе Вайды, подтверждённым сержантом расстрельной команды, Панет перед смертью пел «Интернационал».